# Rennrodel-Weltmeisterschaften 1990
Die Rennrodel-Weltmeisterschaften 1990 fanden vom 21. bis 25. Februar 1990 in Calgary in Kanada statt.

## Einsitzer der Frauen
| Platz | Land | Sportlerin        | Zeit |
| ----- | ---- | ----------------- | ---- |
| 1     | GDR  | Gabriele Kohlisch |      |
| 2     | URS  | Julija Antipowa   |      |
| 3     | FRG  | Jana Bode         |      |

Weitere Reihenfolge
| Platz | Sportlerin              | Land |
| ----- | ----------------------- | ---- |
| 4     | Susi Erdmann            | GDR  |
| 5     | Gerda Weissensteiner    | ITA  |
| 6     | Cammy Myler             | USA  |
| 7     | Bonny Warner            | USA  |
| 8     | Natalja Jakuschenko     | SUN  |
| 9     | Andrea Tagwerker        | AUT  |
| 10    | Dana Riedel             | GDR  |
| 11    | Sylke Otto              | GDR  |
| 12    | Angelika Neuner         | AUT  |
| 13    | Kim Ingram              | CAN  |
| 14    | Margit Paar             | FRG  |
| 15    | Kathy Salmon            | CAN  |
| 16    | Anne Abernathy          | ISV  |
| 17    | Debora Bergeson         | CAN  |
| 18    | Kitty Manning           | USA  |
| 19    | Petra Matechová         | CSK  |
| 20    | Leah Wood               | CAN  |
| 21    | Mária Jasenčáková       | CSK  |
| 22    | Nadja Prinoth           | ITA  |
| 23    | Zianabeth Shattuck-Owen | USA  |
| 24    | Diane Ogle              | AUS  |
| 25    | Katarzyna Kurowska      | POL  |
| 26    | Natalie Obkircher       | ITA  |
| 27    | Liz Nicholls            | BMU  |

## Einsitzer der Männer
| Platz | Land | Sportler     | Zeit |
| ----- | ---- | ------------ | ---- |
| 1     | FRG  | Georg Hackl  |      |
| 2     | AUT  | Markus Prock |      |
| 3     | GDR  | Jens Müller  |      |

Weitere Reihenfolge
| Platz | Sportler               | Land |
| ----- | ---------------------- | ---- |
| 4     | Sergei Danilin         | SUN  |
| 5     | Otto Mayregger         | AUT  |
| 6     | Arnold Huber           | ITA  |
| 7     | Kazuhiko Takamatsu     | JPN  |
| 8     | Johannes Schettel      | FRG  |
| 9     | Norbert Huber          | ITA  |
| 10    | Thomas Jacob           | GDR  |
| 11    | René Friedl            | GDR  |
| 12    | Wilfried Huber         | ITA  |
| 13    | Markus Schmidt         | AUT  |
| 14    | Max Burkhartswieser    | FRG  |
| 15    | Wendel Suckow          | USA  |
| 16    | Gerhard Plankensteiner | ITA  |
| 17    | Carsten Albert         | GDR  |
| 18    | Harington Telford      | CAN  |
| 19    | Herbert Studer         | AUT  |
| 20    | Andrej Rotschilow      | SUN  |
| 21    | Norbert Rosenberger    | FRG  |
| 22    | Mikael Holm            | SWE  |
| 23    | Jan Bakala             | CSK  |
| 24    | Tim Wiley              | USA  |
| 25    | Daniel Ray             | USA  |
| 26    | Pablo García Muñoz     | ESP  |
| 27    | Oliver Michalsky       | CAN  |
| 28    | John Doyon             | CAN  |
| 29    | Christi-Adrian Sudu    | CAN  |
| 30    | Jonathan Owen          | USA  |
| 31    | Toru Ito               | JPN  |
| 32    | Nick Ovett             | GBR  |
| 33    | Peter Beck             | LIE  |
| 34    | Harald Rolfsen         | NOR  |
| 35    | Tommy Brissman         | SWE  |
| 36    | Olivier Fraise         | FRA  |
| 37    | Jiri Kraus             | CSK  |
| 38    | Simon Payne            | BMU  |
| 39    | Jacek Michalik         | POL  |
| 40    | Lesław Poręba          | POL  |
| 41    | Rubén González         | ARG  |
| 42    | Yves Boyer             | FRA  |
| 43    | Bill Balme             | NZL  |
| 44    | Kyle Heikkila          | ISV  |
| 45    | Graham Maddocks        | BMU  |
| 46    | Paul Kingston          | IRL  |
| 47    | Eirik Lundemo          | NOR  |
| 48    | Michael Otzenberger    | CHE  |
| 49    | Peter van der Zeile    | LKA  |

## Doppelsitzer der Männer
| Platz | Land | Sportler                       | Zeit |
| ----- | ---- | ------------------------------ | ---- |
| 1     | ITA  | Hansjörg Raffl, Norbert Huber  |      |
| 2     | ITA  | Kurt Brugger, Wilfried Huber   |      |
| 3     | GDR  | Jörg Hoffmann, Jochen Pietzsch |      |

Weitere Reihenfolge
| Platz | Sportler                             | Land |
| ----- | ------------------------------------ | ---- |
| 4     | Yves Mankel, Thomas Rudolph          | GDR  |
| 5     | Ioan Apostol, Constantin-Liviu Cepoi | ROU  |
| 6     | Igor Lobanow, Gennadi Beljakow       | SUN  |
| 7     | Bernhard Kammerer, Walter Brunner    | ITA  |
| 8     | Norbert Rosenberger, Daniel Schubert | FRG  |
| 9     | Lewan Tibilow, Kacha Wachtangashwili | SUN  |
| 10    | Stefan Ilsanker, Georg Hackl         | FRG  |
| 11    | Joe Barile, Steven Maher             | USA  |
| 12    | Harry Salmon, Steve Harris           | CAN  |
| 13    | Jan Bakala, Jiri Kraus               | CSK  |
| 14    | Wendel Suckow, Bill Tavares          | USA  |
| 15    | Christi-Adrian Sudu, Dan Doll        | CAN  |
| 16    | Gerhard Gleirscher, Markus Schmidt   | AUT  |
| 17    | Tommy Brissman, Jonas Regnell        | SWE  |
| 18    | Robert Gasper, André Benoit          | CAN  |
| 19    | Jacek Michalik, Leszek Poręba        | POL  |
| 20    | Mark Grimmette, Jonathan Edwards     | USA  |

## Teamwettbewerb
| Platz | Land | Sportler                                                                                          |
| ----- | ---- | ------------------------------------------------------------------------------------------------- |
| 1     | GDR  | Jens Müller Thomas Jacob Gabriele Kohlisch Susi Erdmann Jörg Hoffmann Jochen Pietzsch             |
| 2     | ITA  | Arnold Huber Norbert Huber Nadia Prinoth Gerda Weißensteiner Hansjörg Raffl Norbert Huber         |
| 3     | URS  | Sergej Danilin Andrei Roschkow Julija Antipowa Natalija Jakuschenko Igor Lobanow Gennadi Beljakow |

Weitere Reihenfolge
| Platz | Land             |
| ----- | ---------------- |
| 4     | Kanada           |
| 5     | Österreich       |
| 6     | BR Deutschland   |
| 7     | USA              |
| 8     | Tschechoslowakei |
| 9     | Schweden         |
| 10    | Japan            |
| 11    | Polen            |
| 12    | Rumänien         |
| 13    | Spanien          |
| 14    | Jungferninseln   |
| 15    | Bermuda          |
| 16    | Australien       |
| 17    | Norwegen         |
| 18    | Liechtenstein    |
| 19    | Frankreich       |
| 20    | Argentinien      |
| 21    | Irland           |
| 22    | Sri Lanka        |
| DSQ   | Neuseeland       |

## Medaillenspiegel
| Platz | Land                            | Gold | Silber | Bronze | Gesamt |
| ----- | ------------------------------- | ---- | ------ | ------ | ------ |
| 1     | Deutsche Demokratische Republik | 2    | 0      | 2      | 4      |
| 2     | Italien                         | 1    | 2      | 0      | 3      |
| 3     | BR Deutschland                  | 1    | 0      | 1      | 2      |
| 4     | Sowjetunion                     | 0    | 1      | 1      | 2      |
| 5     | Österreich                      | 0    | 1      | 0      | 1      |